# 天使の聖母トラピスチヌ修道院
天使の聖母トラピスチヌ修道院（てんしのせいぼトラピスチヌしゅうどういん）は、北海道函館市郊外にあるトラピスト会（厳律シトー会）系の女子修道院である。通称天使園とも呼ばれる。日本最初の観想女子修道院である。
庭園や売店は一般に開放されており自由に見学ができる。修道院内は男子禁制であるが一般開放エリアへの立ち入りは可能である。また売店内でお土産物として売られているマダレナ（マドレーヌ）やクッキーが有名で、函館土産としても知られている。
1898年（明治31年）にフランスから派遣された8名の修道女によって創立され、その後1925年（大正14年）と1941年（昭和16年）の2回、火災に遭い再建をしている。
三木露風がここを訪ねて「野薔薇」を書き、山田耕筰作曲の日本歌曲として親しまれている。

## 沿革
- 1896年（明治29年） - 初代カトリック函館教区長の要請により、中国コンソラシオン修道院のベルナール・ファーブル院長が修道院建設を決意[1]。
- 1898年（明治31年） - フランス・ウプシー修道院から修道女8名が到着、4月30日に「天使の聖母トラピスチヌ修道院」を創立[1]。
- 1899年（明治32年） - 最初の日本人志願者2人が入会[1]。
- 1905年（明治38年） - 本館正面側の一部となるレンガ2階建ての建物を完成させた[3]。
- 1907年（明治40年） - 函館大火。このときに、いくつかの部屋をシャルトル聖パウロ会に提供し、その修道女たちが世話していた孤児たちの避難所となった[3][1]。
- 1912年（大正元年） - オランダ種クリーム・チーズの製造が始まる。後年、バターも製造されるようになる[3]。
- 1913年（大正2年） - 本館正面棟と聖堂が落成[1]。
- 1925年（大正14年） - 10月に火災が発生、本館正面棟と聖堂が焼失[1]。その後、2年足らずで再建[3]。
- 1927年（昭和2年） - 本館と聖堂を再建[1]。建築は当時国内のカトリック建築物を多数手がけたスイス人建築家マックス・ヒンデルによるもの。
- 1932年（昭和7年） - 修道院の共同体が100人を超える[1]。
- 1941年（昭和16年） - 5月に2度目の火災が発生[3][1]。牛舎、チーズ製造所、パン製造所等が焼失[1]。
- 1944年（昭和19年） - 米軍空襲に備え、鐘楼や本館屋根をコールタールで塗装[1]。約10年後に本来の白や緑色に戻る[1]。
- 1948年（昭和23年） - 創立50周年記念式典[1]。
- 1956年（昭和31年） - 焼き菓子「マダレナ」の製造販売を開始[1]。
- 1959年（昭和34年） - バター飴の製造販売を開始[1]。
- 1968年（昭和43年） - 就寝前と食事時の祈りをラテン語から日本語に変更[1]。
- 1982年（昭和57年） - 韓国への分院創立を決定[1]。
- 1987年（昭和62年） - 韓国分院「水晶の聖母修道院」創立[1]。
- 1998年（平成10年） - 創立100周年記念式典[1]。
- 2004年（平成16年） - 牛舎閉鎖、約90年間続いた酪農事業を終了[1]。
- 2008年（平成20年） - 客者聖堂で行われてきた「世界平和のための祈りの集い」を初めて一般公開[4]。
- 2013年（平成25年） - バターあめの製造を終了[1]。
- 2016年（平成28年） - 旧通用門に陶板レリーフが完成[1]。

## ギャラリー

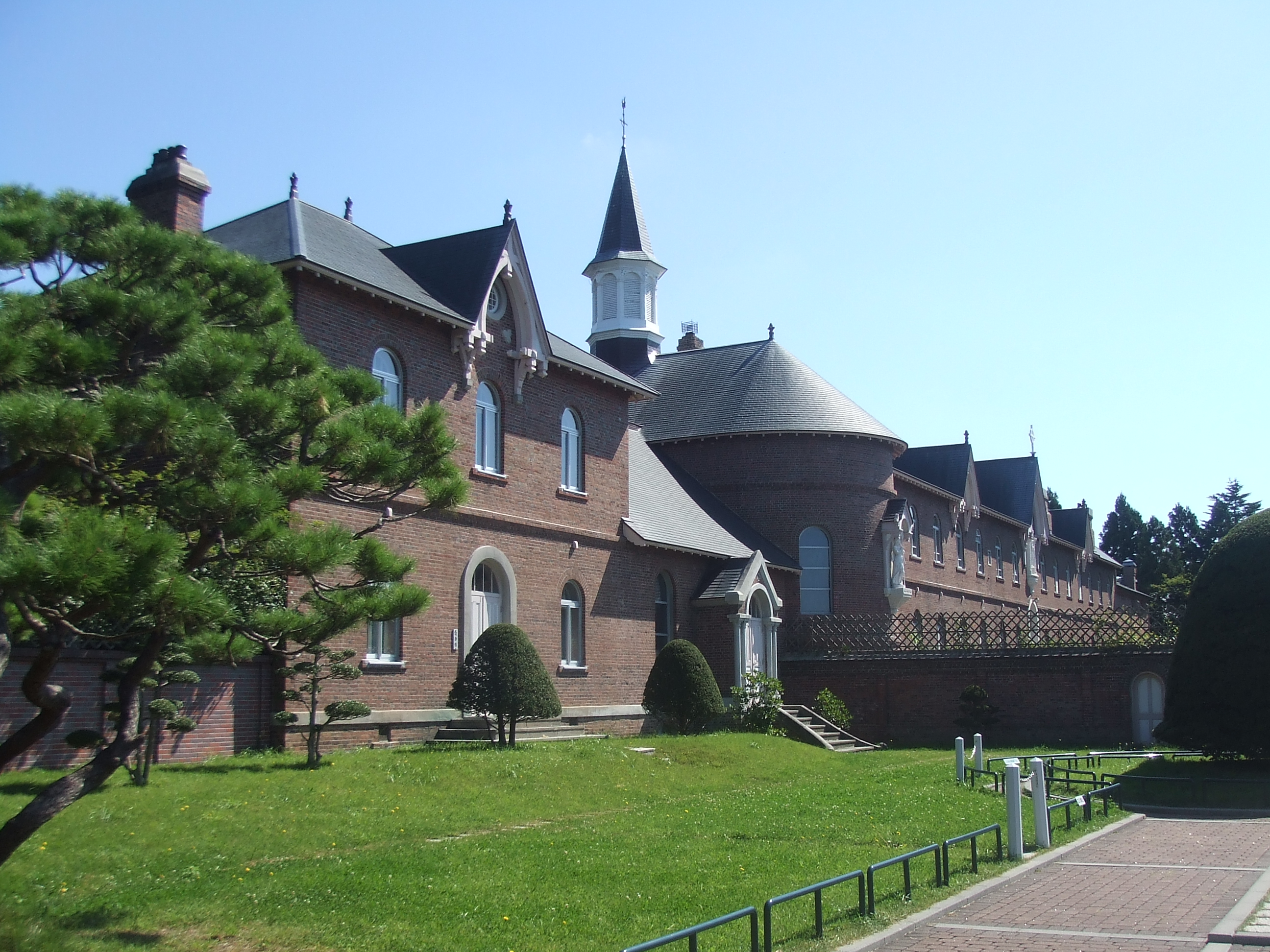
トラピスチヌ修道院（2008年9月） 手前のエリアが一般公開エリア、奥に見える壁の向こうが修道院内部
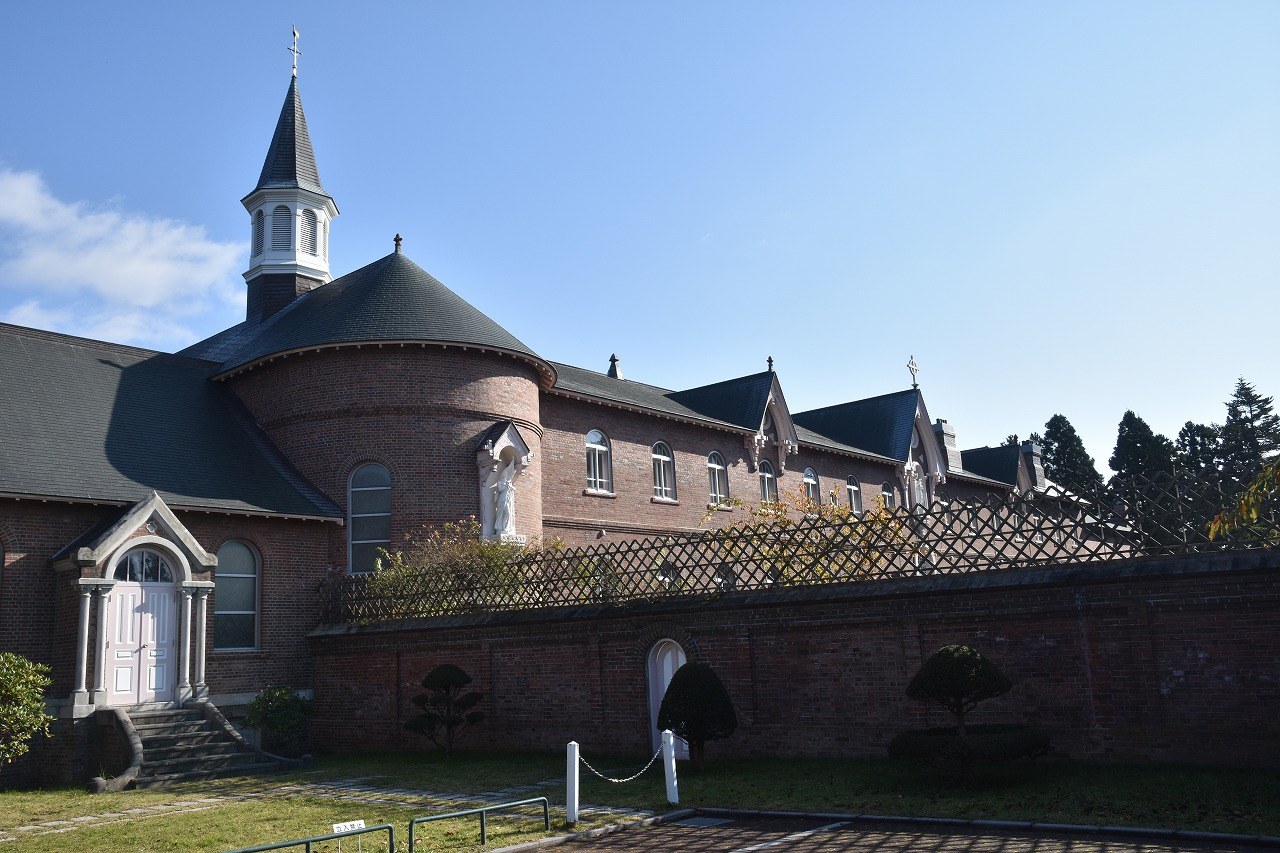
修道院本館
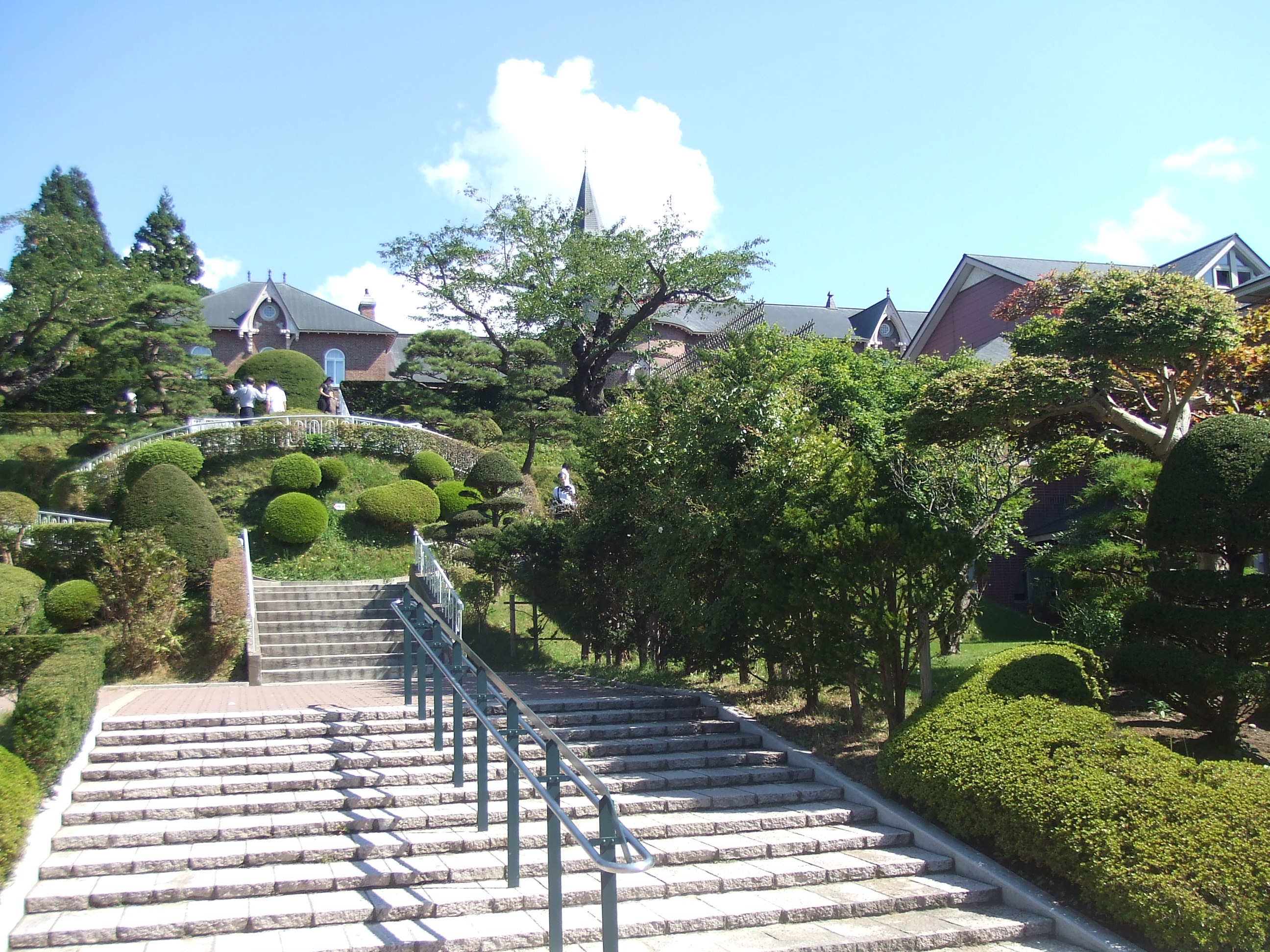
階段下から修道院を見上げる（2008年9月）
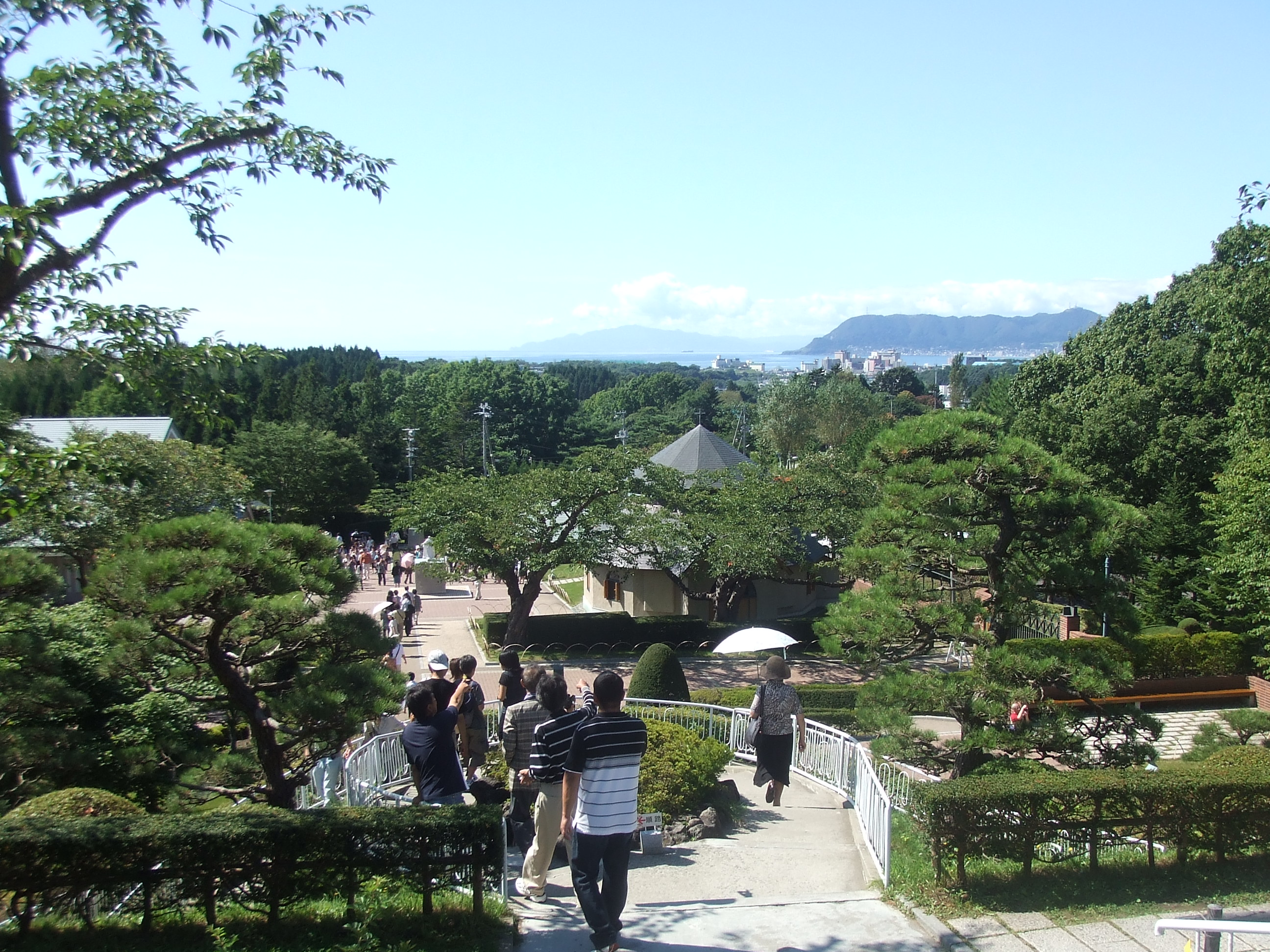
修道院からの眺望（2008年9月）
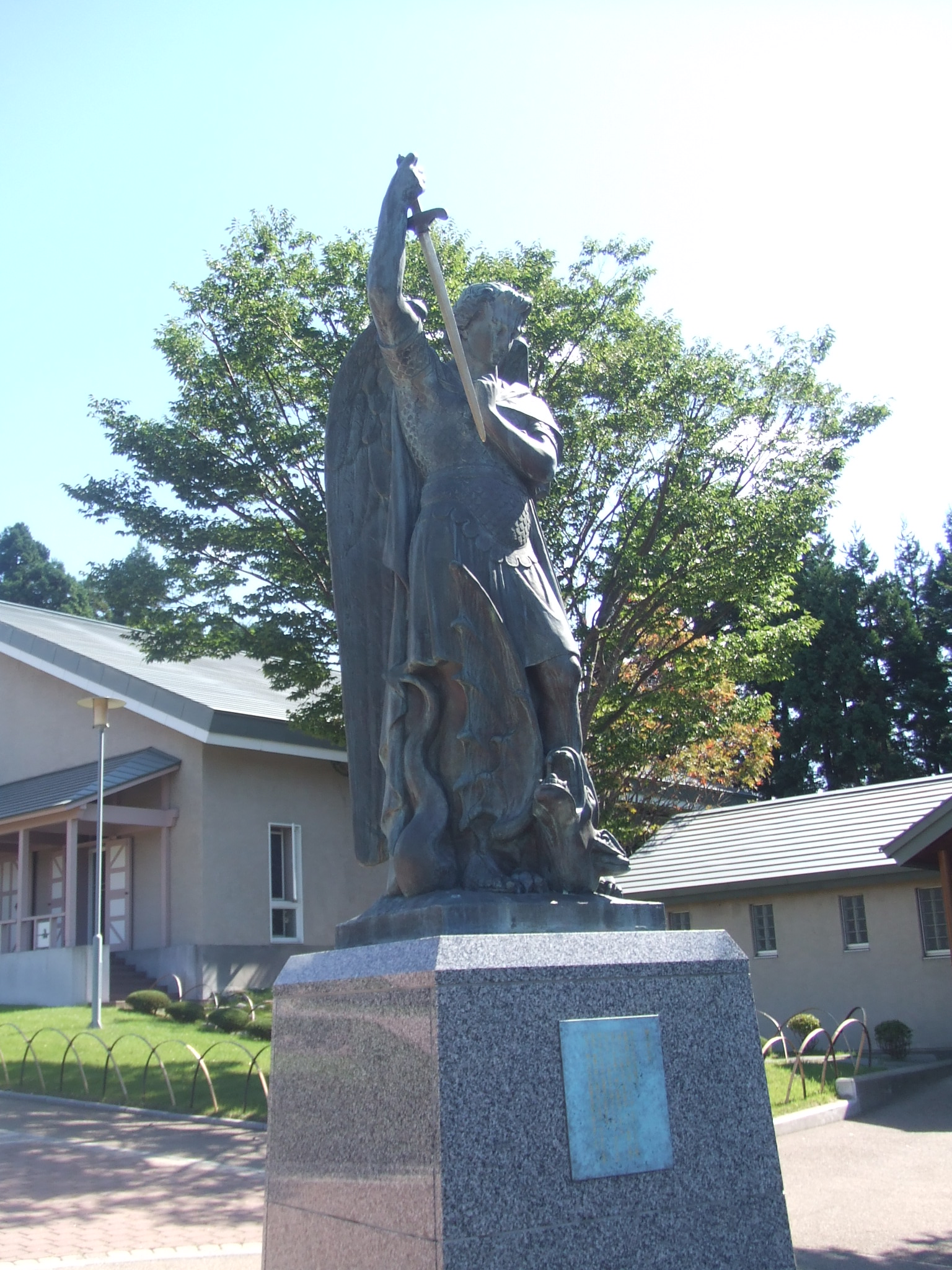
聖ミカエル像（2008年9月）
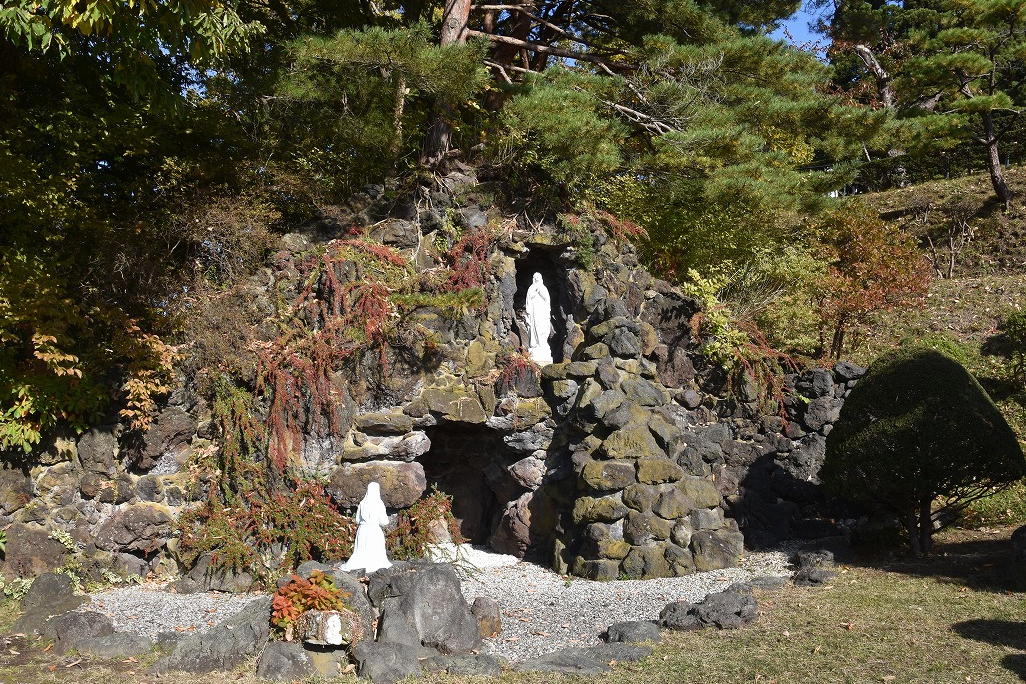
仏南西部カトリックの聖地ルルドの泉を模して作られた洞窟